# 6487 Tonyspear
A 6487 Tonyspear (ideiglenes jelöléssel 1991 GA1) egy marsközeli kisbolygó. Eleanor F. Helin fedezte fel 1991. április 8-án.